# Rifugio Passo Santner
Il rifugio Passo Santner (tedesco Santnerpasshütte) è un rifugio del gruppo montuoso del Catinaccio, nella Provincia autonoma di Bolzano, più precisamente nel comune di Tires. L'edificio si trova chiuso a nord e a sud da due imponenti pareti rocciose, una delle quali è la Cima Catinaccio, con i suoi 2981 metri s.l.m. il secondo monte più alto di tutta la catena. A Est un vallone glaciale lo collega al rifugio Re Alberto, sotto le Torri del Vajolet; a ovest si apre un precipizio di quasi mille metri di dislivello, solcato dalla via ferrata del Passo Santner, che collega il rifugio al rifugio Fronza alle Coronelle.

## Storia

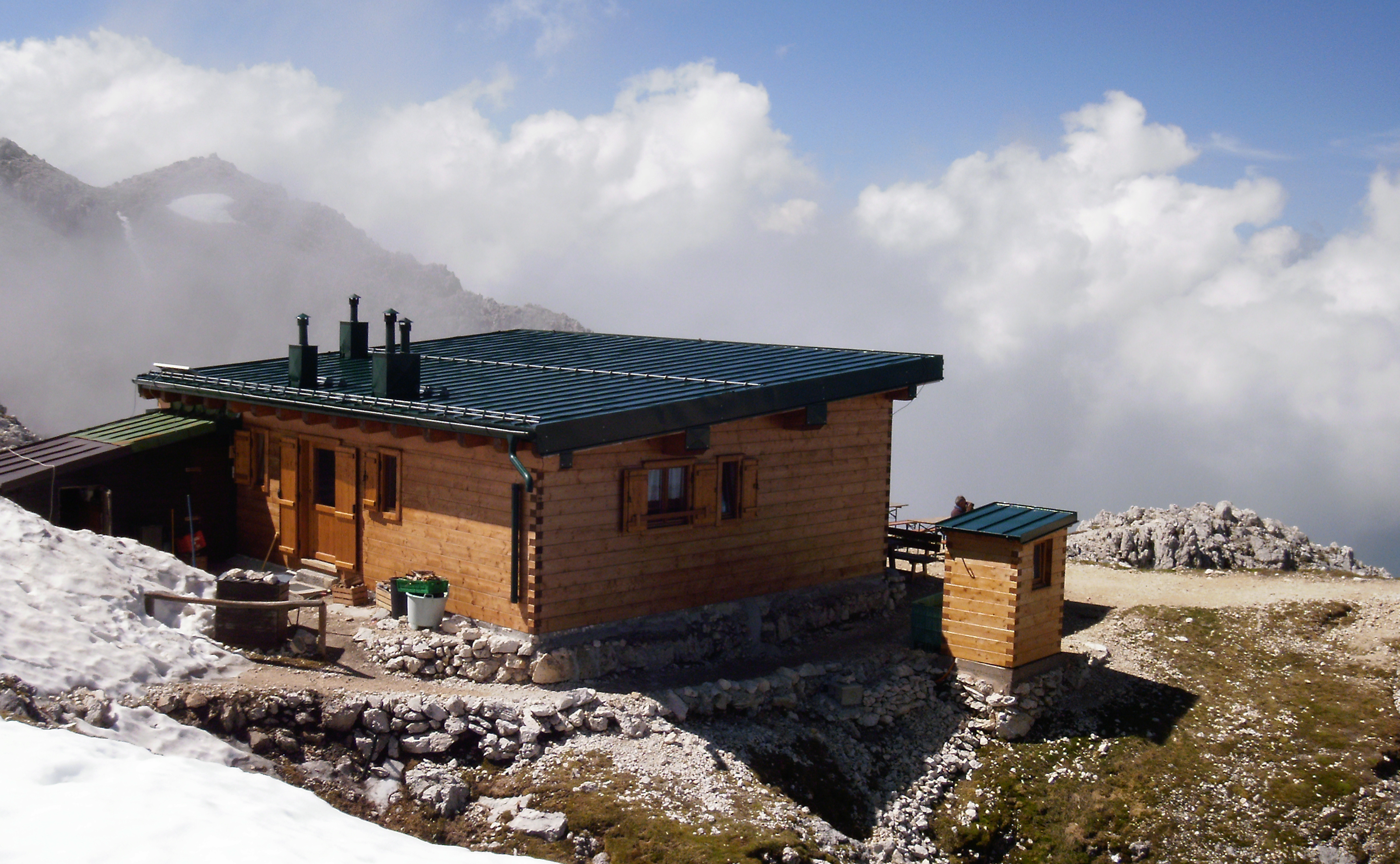
Il rifugio prima dell'ampliamento del 2021

La costruzione del rifugio risale al 1956. La guida alpina Giulio Gabrielli fu il costruttore e primo gestore del rifugio. 
Negli anni 2013-2018 il rifugio è rimasto chiuso ma dal 2019 riapre le sue porte agli ospiti. La nuova struttura è otto volte superiore alla precedente e ha destato numerose polemiche per i forti contrasti con il paesaggio circostante e con i principi di tutela e rispetto della montagna.